# Зорер, Айелет
Айелет Джули Зорер (ивр. איילת זורר‎, англ. Ayelet July Zurer; род. 28 июня 1969, Тель-Авив, Тель-Авивский округ, Израиль) — израильская киноактриса.

## Биография
Родилась 28 июня 1969 года в Тель-Авиве, Израиль.
Актёрскому мастерству она училась в Нью-Йорке, а в 1991 году вернулась в Израиль.
Уже в следующем году Зорер играла в сериале, а в 1993-м исполнила свою первую главную роль в кино. За созданный в картине «Трагедии Нины» (2003) образ молодой женщины, которая пытается зажить новой жизнью после смерти мужа, Айелет получила премию Израильской киноакадемии. Она также много играла в театре и на телевидении.
Первой американской лентой актрисы был «Мюнхен» (2005) Стивена Спилберга, где Зорер перевоплотилась в многострадальную жену главного героя (Эрик Бана).
В 2008 году Айелет сыграла террористку Веронику в триллере «Точка обстрела».
В «Воскрешёном Адаме» (2008) Пола Шредера героиней актрисы стала медсестра Джина Грей, которая влюбляется в человека, пережившего Холокост (Джефф Голдблум).
В «Ангелы и демоны» Зорер пригласили после того, как стало известно, что Наоми Уоттс сниматься не сможет: чтобы не стать жертвами обещанной актёрской забастовки, создатели фильма начали искать актёров-иностранцев. Пробы на роль Виттории Ветра Айелет проходила в очень маленьком детском театре в Санта-Монике, куда она пришла вместе со своим сыном. Актриса нервничала, однако не чувствовала особенного дискомфорта, потому что раньше играла в театре и привыкла не видеть лиц зрителей в зале, когда на неё направляли свет. По просьбе режиссёра Рона Ховарда Зорер сыграла несколько вариантов своей сцены. Три недели спустя она узнала, что получила роль. Готовясь к съёмкам, актриса ездила в Калифорнийский университет в Лос-Анджелесе на факультет физики и астрофизики.
В 2015 году Зорер снялась в сериале Marvel «Сорвиголова» в роли Ванессы Марианны-Фиск. В 2016 году появилась в голливудском фильме «Бен-Гур». В 2018 году Зорер повторила свою роль в третьем сезоне «Сорвиголовы»

## Личная жизнь
С 2007 года Айелет Зорер живёт в Калифорнии со своим мужем Гиладом Лондовски и сыном Лиадом, который родился в 2005 году. Помимо актёрской работы, она иногда иллюстрирует детские книжки.

## Фильмография
| Год          |   | Русское название              | Оригинальное название                | Роль                  |
| ------------ | - | ----------------------------- | ------------------------------------ | --------------------- |
| 2025 — н. в. | с | Сорвиголова: Рождённый заново | Daredevil: Born Again                | Ванесса Марианна-Фиск |
| 2025         | ф | Дом Давида                    | House of David                       | Ахиноама              |
| 2021         | с | Ты                            | You                                  | доктор Чандра         |
| 2017         | ф | Милада                        | Milada                               | Милада Хоракова       |
| 2016         | ф | Бен-Гур                       | Ben-Hur                              | Наоми                 |
| 2015         | ф | Последние рыцари              | The Last Knights                     | Наоми                 |
| 2015         | ф | Демон                         | Last Days in the Desert              | Мать                  |
| 2015—2018    | с | Сорвиголова                   | Daredevil                            | Ванесса Марианна-Фиск |
| 2013—2013    | с | Штисель                       | Shtisel                              | Элишева Ротштейн      |
| 2013         | ф | Человек из стали              | Man of Steel                         | Лара Лор-Ван          |
| 2012         | с | Halo 4: Идущий к рассвету     | Halo 4: Forward Unto Dawn            | полковник Михаффи     |
| 2011         | ф | Год в порту                   | Hide Away                            | официантка            |
| 2009         | ф | Гении                         | Lightbulb                            | Джина                 |
| 2009         | ф | Ангелы и Демоны               | Angels & Demons                      | Виттория Ветра        |
| 2009         | ф | Лампочка                      | Lightbulb                            | Джина                 |
| 2008         | ф | Воскрешённый Адам             | Adam Resurrected                     | Джина Грей            |
| 2008         | ф | Точка обстрела                | Vantage Point                        | Вероника              |
| 2007         | ф | Дикие собаки                  | Rak Klavim Ratzim Hofshi             | Тельма                |
| 2007         | ф | Осколки                       | Fugitive Pieces                      | Микаэла               |
| 2005         | ф | Мюнхен                        | Munich                               | Дафна                 |
| 2003         | ф | Трагедии Нины                 | Ha Asonot Shel Nina                  | Нина                  |
| 1998         | ф | Запретная любовь              | Ha Dybbuk B'sde Hatapuchim Hakdoshim | Леа                   |
| 1991         | ф | Для Саши                      | Pour Sacha                           | Шошана                |